# Таскаево (Барабинский район)
Таска́ево — село в Барабинском районе Новосибирской области. Административный центр Таскаевского сельсовета.

## География
Площадь села — 179 гектаров.

## История
В 1926 году село состояло из 425 хозяйств, основное население — русские. В административном отношении являлось центром Таскаевского сельсовета Барабинского района Барабинского округа Сибирского края.

## Население
| 1926 | 2002  | 2007  | 2010 |
| ---- | ----- | ----- | ---- |
| 2465 | ↘1024 | ↘1023 | ↘875 |

## Инфраструктура
В селе по данным на 2007 год функционируют 1 учреждение здравоохранения, 2 образовательных учреждения.